# 鍛冶清
鍛治 清（かじ きよし、1928年2月18日 - 2019年3月6日）は、日本の政治家。位階は従四位。
元公明党衆議院議員（5期）。

## 来歴
福岡県小倉市（現・北九州市小倉北区）出身。1948年明治工専 (現・明治大学工学部) 卒。北九州市議を3期務めた後、1975年の北九州市市長選挙に立候補したが落選した。翌1976年の第34回衆議院議員総選挙で旧福岡4区から立候補して初当選。この間、公明党福岡県副本部長、公明党中央委員を務めた。1993年に政界から引退した。1998年勲二等瑞宝章受章。
2019年3月6日、心不全のため北九州市内の病院で死去。91歳没。叙従四位。